# 소피야 포즈드냐코바
소피야 스타니슬라보브나 포즈드냐코바(러시아어: Со́фья Станисла́вовна Поздняко́ва, 1997년 6월 17일~)는 러시아의 펜싱 선수로 주 종목은 사브르이다. 2020년 하계 올림픽에서 개인전과 단체전을 우승하며 2관왕에 올랐다.

## 개인사
올림픽에서 금메달 4개를 획득한 펜싱 선수인 스타니슬라프 포즈드냐코프의 딸이다.
2020년 9월 러시아 펜싱 선수인 콘스탄틴 로하노프와 결혼했다.